# 最有價值選手
最有價值選手（英語：most valuable player，縮寫：MVP）是給予体育运动表現最佳運動員的榮譽。早期主要在職業運動賽事中使用，但後來亦廣泛用於業餘體育活動中，甚至非體育活動，如媒體、商業丶音樂獎項和電腦遊戲等。
與之類似的獎項包括足球先生及賽事最佳球員。最有價值球員一般較常用於美國體育運動中。

## 代表獎項
- 美國職棒大聯盟最有價值球員獎（棒球）
- 中華職棒年度最有價值球員（棒球）
- 日本職棒最有價值球員（棒球）
- 澳洲職棒最有價值球員（棒球）
- NBA最有價值球員（籃球）
- 中国男子篮球职业联赛常规赛最有价值球员（籃球）
- 全国橄榄球联盟最有价值球员（美式橄榄球）